# Cantonul Nîmes-2
Cantonul Nîmes-2 este un canton din arondismentul Nîmes, departamentul Gard, regiunea Languedoc-Roussillon, Franța.

## Comune
- Nîmes (parțial)

Cantonul omvat de volgende wijken van Nîmes:
- Ecusson (Partie Nord)
- Vauban
- La Croix-de-Fer
- Richelieu
- Route d'Uzès
- Le Creux de l'Assemblée
- Le Rendez-Vous
- Ventabren
- La Planète
- Russan-Terres de Rouvière
- Courbessac
- Mas de Mingue
- La Gazelle
- Camp des Garrigues